# 杰米·雷德克纳普
（1973年6月25日—），英格兰足球运动员，曾效力英國球會利物浦。目前是天空體育的評述員。

## 生平
列納出身小球會，1991年被英國老牌球會利物浦簽下，作為利物浦正選之一。列納司職中場，主要負責策動攻勢，但在這方面卻一直被評為未夠火喉。他早在1996年入選英格蘭國家隊出戰1996年歐洲國家杯，但長期以來在國家隊之表現，一直都是平平。而在球會也是同樣，像1999年他僅能為利物浦取得英超第七名，連參加歐洲賽的資格也沒有獲得。結果利物浦進行大改組，列納遂於2001年離開球會。
離開利物浦後列納曾效力，最後效力於南安普顿。因長期傷患，2005年他宣佈退下火線。
雷德克纳普的父親是著名英格蘭領隊，而球员是其表弟。